# Sam Blatherwick
Samuel „Sam“ Blatherwick (* 16. Oktober 1888 in Sheffield; † 2. Januar 1975 ebenda) war ein britischer Schwimmer und Wasserballspieler.

## Karriere
Blatherwick begann bereits in jungen Jahren mit dem Schwimmsport. So gewann er mit elf Jahren seinen ersten Titel. 1908 nahm er an den Olympischen Spielen in London teil. In den Wettbewerben über 400 m und 1500 m Freistil scheiterte er jeweils als Zweitplatzierter seines Vorlaufes. Vier Jahre später war der Brite bei den Spielen in Stockholm für den Wettbewerb über 400 m Brust gemeldet, trat aber nicht an.
Im Wasserball gewann der Sportler einige lokale Titel. Später war er als Schwimmtrainer aktiv und trainierte unter anderem den späteren Olympioniken Jack Hale.